# Chaetodon miliaris
Chaetodon miliaris är en fiskart som beskrevs av Jean René Constant Quoy och Joseph Paul Gaimard 1825. Chaetodon miliaris ingår i släktet Chaetodon och familjen Chaetodontidae. IUCN kategoriserar arten globalt som livskraftig. Inga underarter finns listade i Catalogue of Life.